# Канфар

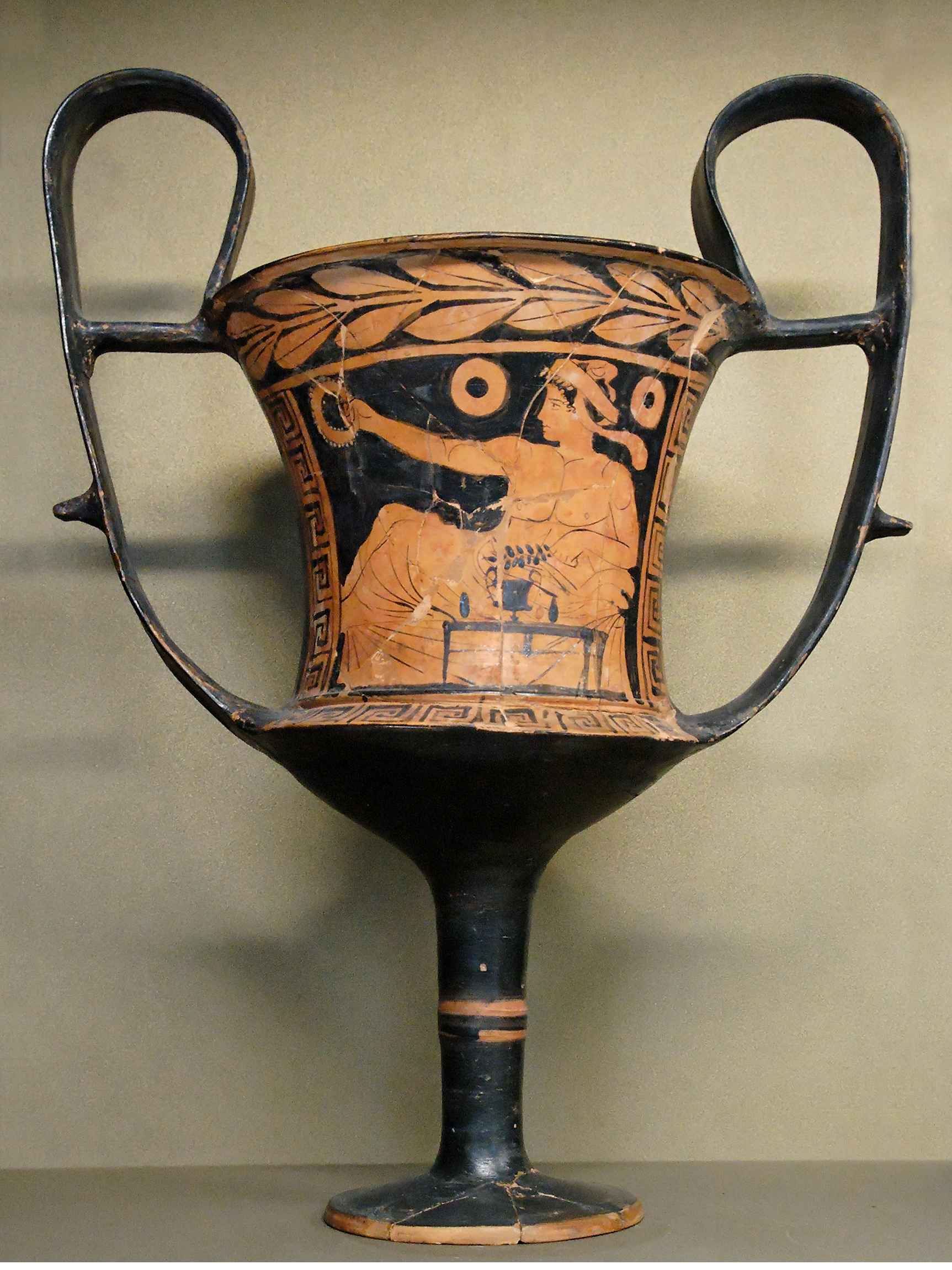
Канфар. Лувр. Работа Вазописца Великого Афинского канфара

Канфар (др.-греч. κάνθαρος) — древнегреческий сосуд для питья в форме кубка с двумя вертикальными ручками. Из канфаров пили греческие боги, например, с канфаром часто изображался Дионис. Нередко канфар использовался для жертвоприношений или как предмет культа. Таким образом, как сосуд для питья канфар нёс в себе религиозную нагрузку. Возможно, что изначально канфар использовался исключительно для культовых обрядов.